# Bullers pijlstormvogel
Bullers pijlstormvogel (Ardenna bulleri) is een vogel uit de familie van de stormvogels en pijlstormvogels (Procellariidae). Het is een kwetsbare zeevogelsoort die broedt op de Poor Knights-eilanden ten noordoosten van Nieuw-Zeeland. Deze vogel is genoemd naar de Nieuw-Zeelandse ornitholoog Walter Buller.

## Kenmerken
De vogel is 46 cm lang. Het is een grote, grijs en zwart-witte stormvogel met brede vleugels en een wigvormige staart. De kop en de nek zijn zwartbruin en de vleugels zijn grijs met een zwarte band in de vorm van een hoofdletter M. De borst en buik zijn wit de staart is grijs met een zwarte achterrand.

## Verspreiding en leefgebied
De vogel broedt alleen op de Nieuw-Zeelandse Poor Knights-eilanden, met name op Aorangi en Tawhiti Rahi. Het nest bestaat uit holen of spleten onder dichte vegetatie. Buiten de broedtijd verblijven de vogels op volle zee in een groot deel van de Grote Oceaan.

## Status
Bullers pijlstormvogel heeft een beperkt broedgebied en daardoor is de kans op uitsterven aanwezig. De grootte van de populatie werd in 2016 door BirdLife International geschat op 2,5 miljoen individuen. Hoewel de populatie-aantallen stabiel zijn, wordt toch gevreesd door negatieve effecten van de beroepsvisserij op zee, klimaatverandering en invasieve planten en dieren op de broedeilanden. Om deze redenen staat deze soort als kwetsbaar op de Rode Lijst van de IUCN.